# Envenenamento de Alexei Navalny
Em 20 de agosto de 2020, o líder da oposição e ativista russo Alexei Navalny foi envenenado com um agente nervoso Novichok e hospitalizado em estado grave. Durante um voo de Tomsk para Moscou, ele adoeceu e foi levado em coma para um hospital em Omsk. Ele foi transferido para o hospital Charité em Berlim, Alemanha, dois dias depois. O uso do agente nervoso foi confirmado por cinco laboratórios certificados pela Organização para a Proibição de Armas Químicas (OPCW). Em 7 de setembro, os médicos anunciaram que Navalny havia saído do coma e que sua condição havia melhorado. Ele recebeu alta do hospital em 22 de setembro de 2020. A OPAQ disse que um inibidor da colinesterase do grupo Novichok foi encontrado no sangue, urina, amostras de pele e garrafa de água de Navalny. Ao mesmo tempo, o relatório esclareceu que o russo havia sido envenenado com um novo tipo de Novichok, que não estava incluído na lista de produtos químicos controlados da Convenção sobre as Armas Químicas.
Outros russos proeminentes, especialmente os críticos do Kremlin, sofreram ataques de envenenamento nas últimas duas décadas. Navalny acusou o presidente Vladimir Putin de ser responsável por seu envenenamento. A União Europeia e o Reino Unido impuseram sanções pelo envenenamento de Navalny ao diretor do Serviço Federal de Segurança da Rússia (FSB), Alexander Bortnikov e cinco outros altos funcionários russos e ao Instituto Estadual de Pesquisa em Química Orgânica e Tecnologia (GosNIIOKhT). Segundo a UE, o envenenamento de Navalny tornou-se possível "apenas com o consentimento do Gabinete Executivo Presidencial" e com a participação do FSB. Uma investigação do Bellingcat e The Insider implicaram agentes do FSB no envenenamento de Navalny. 
Os promotores russos se recusaram a abrir uma investigação criminal oficial sobre o envenenamento, alegando que não encontraram nenhum sinal de que um crime havia sido cometido, e o Kremlin negou envolvimento no ocorrido. Em 17 de janeiro de 2021, Navalny retornou à Rússia da Alemanha e foi detido no Aeroporto Internacional de Sheremetyevo por supostamente violar os termos de sua liberdade condicional. Em 2 de fevereiro, sua pena suspensa foi substituída por uma pena de prisão, o que significa que ele passaria mais de dois anos e meio em uma colônia penal. Sua prisão levou a protestos em toda a Rússia em 23 de janeiro de 2021. 

## Vera também
- Anna Politkovskaia
- Vladimir Kara-Murza
- Envenenamento de Sergei e Yulia Skripal